# Ernest Mills
Ernest Victor "Ernie" Mills (Islington, 10 d'abril de 1913 - Londres, 1972) va ser un ciclista anglès que va córrer durant els anys 30 del segle xx.
El 1936 va prendre part en els Jocs Olímpics de Berlín, en què guanyà una medalla de bronze en la prova del persecució per equips, formant equip amb Harry Hill, Ernest Johnson i Charles King.
En el seu palmarès també destaca una medalla de bronze als Jocs de l'Imperi Britànic de 1938.